# پیچ تلگرافی (سرده)
پروانش یا پیچ تلگرافی یا گل تلگرافی (به انگلیسی: Periwinkle ،Myrtle)؛ نام‌های دیگر:قضاب مصری، ونکه صغیره، پروانش کوچک، گل تلفونی، گل‌تلگرافی؛ نام علمی:Vinca minor L
گیاهی پایا، علفی و خزنده که بومی اروپاست. گیاهی چندساله و همیشه سبزکه روی زمین گسترده می‌شود که ارتفاع آن تا ۶۰ سانتی‌متر می‌رسد. برگهایش کامل و متقابل و بیضی کوچک دراز نوک تیز و کمی براق است. گلهایش چهارگلبرگی تا پنج برگی قیفی شکل غالباً آبی رنگ و گاهی آبی روشن‌است. گل‌ها در اواسط زمستان تا اواسط بهار باز می‌شوند.

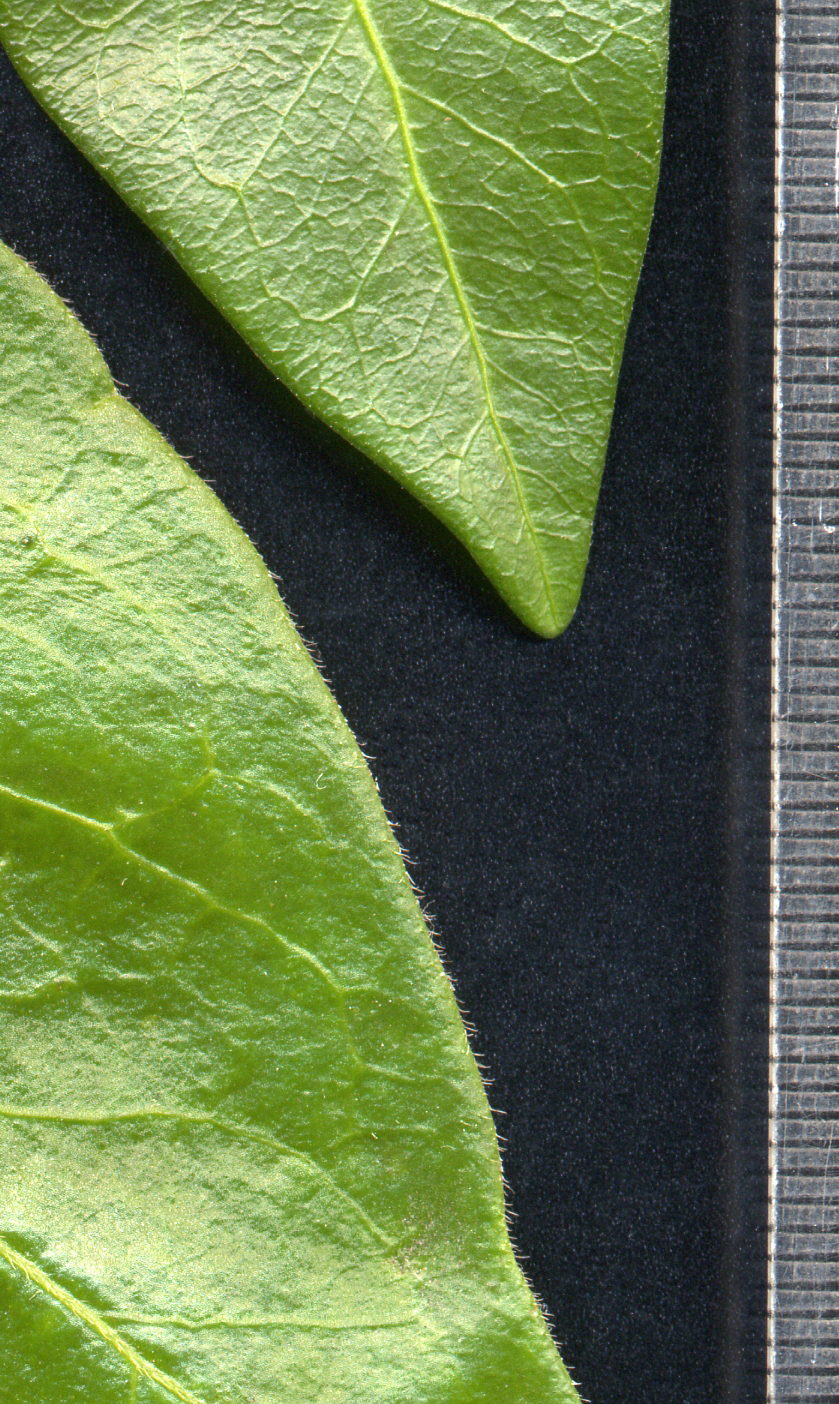
حاشیه برگ‌های کرک دار گیاه پیچ تلگرافی.

## کاربردها و خواص
در این گیاه ماده‌ای تلخ به‌نام وین سین (Vincine) تانن، پکتین، کاروتین، الکالوئیدهای وینکامی نین، وینکامین، وین سینین، کاتارین، و اسیدهای فرمیک، استیک، اسکوربیک و گلوکوزید و نوعی ساپونین و مقادیر زیادی از الکالوئیدهای‌وینین Vinine و پوبسین Pubcine وجود دارد. قسمت مورد استفاده این گیاه همه قسمت‌های گیاه خصوصاً برگ‌های آن‌که درهرفصلی می‌توان چید و در مجاورت گرما خشکاند.

### خواص و اثرات دارویی
پروانش دارای خواص قابض، تصفیه‌کننده خون، التیام‌بخش، ضد اسکوربوت، مقوی عمومی، بندآورندهٔ شیر، مدر، محرک، قاعده‌آور، معرق و خلط‌آور است. موارد استعمال پروانش در کمبود ویتامین C، بازکردن مجاری عروقی، خصوصاً با اثر تنظیم‌کننده و اکسیژن دهنده مغزی، اسهال، خونریزی، رفع اخلاط‌خونی، سرفه، سرطان، سل، ورم لوزتین، اسهال خونی، رفع نزله‌های مزمن، وجودخون در ادرار، عادت ماهیانة دردناک و ترشحات زنانگی، تب‌های نوبه، زخم روده، سقط جنین (به‌صورت جوشانده) و… می‌باشد. وینکامین موجود در این گیاه در موارد تصلب مغزی، عوارض ناشی از بالابودن فشار خون مانند سردرد، سرگیجه، احساس صداهائی در گوش، نارسائی‌عمل شریانهای قلبی، عوارض عروقی، شبکیه چشم، کم شدن حافظه، اشکال در تمرکز و کم شدن و ضعف قوای مغزی ناشی از پیری استفاده به عمل می‌آید. در مداوای کم خونی و به همراه داروهای آهن‌دار مصرف می‌شود. در موردمالاریا و ورم روده و امعاء و نیز خون‌ریزی به‌کار برده‌اند. در استعمال خارجی جوشانده آن به‌صورت لوسیون جهت درمان زخم‌های بازو بسته و به‌صورت غرغره در رفع آنژین و ورم لوزتین، به‌صورت تنقیه در رفع‌دیسانتری و زخم‌های روده مصرف می‌شود. از پوسیون آن در پانسمان زخم‌ها واولسرها به‌کار می‌رود. مقدار مصرف به‌صورت لوسیون ۲۰ تا ۲۵ گرم برگ در یک‌لیتر آب است که پس از جوشاندن برای شست‌وشوی دهان و درمان ورم لثه‌ها، وبه‌صورت کمپرس برای شستن زخم‌ها و بیماری‌های جلدی استفاده می‌شود. بیمار می‌تواند به‌صورت دم کرده ۱۰۰ گرم برگ را در یک لیتر آب جوش‌دم‌کرده و پس از شیرین کردن یک فنجان یا لیوان ضمن صرف غذا میل نماید.